# Hogna bergsoei
Hogna bergsoei là một loài nhện trong họ Lycosidae.
Loài này thuộc chi Hogna. Hogna bergsoei được Tord Tamerlan Teodor Thorell miêu tả năm 1875.